# 2015-ös IndyCar Series szezon
A 2015-ös Verizon IndyCar Series szezon volt a 20. szezonja az IndyCar Series-nek, és a százharmadik az amerikai formaautós versenyzés történetében. A 99. indianapolisi 500-at május 24-én, vasárnap rendezték meg, és 2000 után ismét Juan Pablo Montoya nyerte. Az amerikai televíziós közvetítő az ABC és a NBC Sport Network, míg Magyarországon a DIGI Sport a közvetítési jogok kizárolagos tulajdonosa.
A bajnoki címvédő az ausztrál Will Power volt, aki 2014-ben először ünnepelhetett bajnoki címet. Az egészen az év végéig nyitott bajnokságot végül pontegyenlőséggel, több győzelmének köszönhetően Scott Dixon szerezte meg Juan Pablo Montoya előtt. Dixon ezzel negyedszer lett bajnok. Montoya még 1999-ben szintén azonos pontszámmal zárt Dario Franchittivel, akkor ő győzött, ezúttal azonban végül Dixon végzett az élen.
Az év újonca a kolumbiai Gabby Chaves lett, megelőzve Stefano Colettit és Sage Karamet. A poconói versenyen a brit Justin Wilson egy, a fejét eltaláló törmelék miatt életét vesztette, ezzel honfitársa, Dan Wheldon 2011-es balesete után történt ismét haláleset a sorozatban.

## Versenyzők
| Csapat                           | Motor     | #  | Versenyző(k)          | Verseny(ek)          |
| -------------------------------- | --------- | -- | --------------------- | -------------------- |
| A. J. Foyt Enterprises           | Honda     | 14 | Szató Takuma          | Összes               |
| A. J. Foyt Enterprises           | Honda     | 41 | Jack Hawksworth       | Összes               |
| A. J. Foyt Enterprises           | Honda     | 48 | Alex Tagliani         | 6                    |
| Andretti Autosport               | Honda     | 25 | Simona de Silvestro   | 1–2                  |
| Andretti Autosport               | Honda     | 25 | Justin Wilson         | 5–6, 12–15           |
| Andretti Autosport               | Honda     | 25 | Oriol Servià          | 16                   |
| Andretti Autosport               | Honda     | 26 | Carlos Muñoz          | Összes               |
| Andretti Autosport               | Honda     | 27 | Marco Andretti        | Összes               |
| Andretti Autosport               | Honda     | 28 | Ryan Hunter-Reay      | Összes               |
| Andretti Autosport               | Honda     | 29 | Simona de Silvestro   | 6                    |
| Bryan Herta Autosport            | Honda     | 98 | Gabby Chaves (Ú)      | Összes               |
| CFH Racing                       | Chevrolet | 6  | J. R. Hildebrand      | 5–6                  |
| CFH Racing                       | Chevrolet | 20 | Luca Filippi          | 1–5, 7–8, 10, 14, 16 |
| CFH Racing                       | Chevrolet | 20 | Ed Carpenter          | 6, 9, 11–13, 15      |
| CFH Racing                       | Chevrolet | 21 | Josef Newgarden       | 5–6                  |
| CFH Racing                       | Chevrolet | 67 | Josef Newgarden       | 1–4, 7–16            |
| Chip Ganassi Racing              | Chevrolet | 8  | Sage Karam (Ú)        | 1–2, 4, 6–9, 11–15   |
| Chip Ganassi Racing              | Chevrolet | 8  | Sebastián Saavedra    | 3, 5, 10, 16         |
| Chip Ganassi Racing              | Chevrolet | 9  | Scott Dixon           | Összes               |
| Chip Ganassi Racing              | Chevrolet | 10 | Tony Kanaan           | Összes               |
| Chip Ganassi Racing              | Chevrolet | 17 | Sebastián Saavedra    | 6                    |
| Chip Ganassi Racing              | Chevrolet | 83 | Charlie Kimball       | Összes               |
| Dale Coyne Racing                | Honda     | 18 | Carlos Huertas        | 1–2, 5               |
| Dale Coyne Racing                | Honda     | 18 | Conor Daly (Ú)        | 3                    |
| Dale Coyne Racing                | Honda     | 18 | Rodolfo González (Ú)  | 4, 7–8, 10, 14, 16   |
| Dale Coyne Racing                | Honda     | 18 | Tristan Vautier       | 6                    |
| Dale Coyne Racing                | Honda     | 18 | Pippa Mann            | 9, 11–13, 15         |
| Dale Coyne Racing                | Honda     | 19 | Francesco Dracone (Ú) | 1–5                  |
| Dale Coyne Racing                | Honda     | 19 | James Davison         | 6                    |
| Dale Coyne Racing                | Honda     | 19 | Tristan Vautier       | 7–16                 |
| Dale Coyne Racing                | Honda     | 63 | Pippa Mann            | 6                    |
| Dreyer & Reinbold Kingdom Racing | Chevrolet | 24 | Townsend Bell         | 6                    |
| Jonathan Byrd's Racing           | Chevrolet | 88 | Bryan Clauson         | 6                    |
| KV Racing Technology             | Chevrolet | 4  | Stefano Coletti (Ú)   | Összes               |
| KV Racing Technology             | Chevrolet | 11 | Sébastien Bourdais    | Összes               |
| Lazier Partners Racing           | Chevrolet | 91 | Buddy Lazier          | 6                    |
| Rahal Letterman Lanigan Racing   | Honda     | 15 | Graham Rahal          | Összes               |
| Rahal Letterman Lanigan Racing   | Honda     | 32 | Oriol Servià          | 6                    |
| Schmidt Peterson Motorsports     | Honda     | 5  | James Hinchcliffe     | 1–5                  |
| Schmidt Peterson Motorsports     | Honda     | 5  | Ryan Briscoe          | 6, 9, 11–16          |
| Schmidt Peterson Motorsports     | Honda     | 5  | Conor Daly (Ú)        | 7–8, 10              |
| Schmidt Peterson Motorsports     | Honda     | 7  | James Jakes           | Összes               |
| Schmidt Peterson Motorsports     | Honda     | 43 | Conor Daly            | 6                    |
| Schmidt Peterson Motorsports     | Honda     | 77 | Mihail Aljosin        | 16                   |
| Team Penske                      | Chevrolet | 1  | Will Power            | Összes               |
| Team Penske                      | Chevrolet | 2  | Juan Pablo Montoya    | Összes               |
| Team Penske                      | Chevrolet | 3  | Hélio Castroneves     | Összes               |
| Team Penske                      | Chevrolet | 22 | Simon Pagenaud        | Összes               |

## Versenyek
| #  | Időpont       | Verseny                                 | Pálya                                   | Város          | TV    |
| -- | ------------- | --------------------------------------- | --------------------------------------- | -------------- | ----- |
| 1  | Március 29.   | Firestone Grand Prix of St. Petersburg  | St. Petersburg utcái                    | St. Petersburg | ABC   |
| 2  | Április 12.   | Indy Grand Prix of Louisiana            | NOLA Motorsports Park                   | Avondale       | NBCSN |
| 3  | Április 19.   | Toyota Grand Prix of Long Beach         | Long Beach utcái                        | Long Beach     | NBCSN |
| 4  | Április 26.   | Honda Indy Grand Prix of Alabama        | Barber Motorsports Park                 | Birmingham     | NBCSN |
| 5  | Május 9.      | Angie's List Grand Prix of Indianapolis | Indianapolis Motor Speedway belső pálya | Speedway       | ABC   |
| 6  | Május 24.     | 99th Indianapolis 500                   | Indianapolis Motor Speedway             | Speedway       | ABC   |
| 7  | Május 30.     | Chevrolet Indy Dual in Detroit          | Belle Isle                              | Detroit        | ABC   |
| 8  | Május 31.     | Chevrolet Indy Dual in Detroit          | Belle Isle                              | Detroit        | ABC   |
| 9  | Június 6.     | Firestone 600                           | Texas Motor Speedway                    | Fort Worth     | NBCSN |
| 10 | Június 14.    | Honda Indy Toronto                      | Exhibition Place                        | Toronto        | NBCSN |
| 11 | Június 27.    | MAVTV 500                               | Auto Club Speedway                      | Fontana        | NBCSN |
| 12 | Július 12.    | ABC Supply Wisconsin 250                | The Milwaukee Mile                      | West Allis     | NBCSN |
| 13 | Július 18.    | Iowa Corn Indy 300                      | Iowa Speedway                           | Newton         | NBCSN |
| 14 | Augusztus 2.  | Honda Indy 200                          | Mid-Ohio Sports Car Course              | Lexington      | CNBC  |
| 15 | Augusztus 23. | ABC Supply 500                          | Pocono Raceway                          | Long Pond      | NBCSN |
| 16 | Augusztus 30. | GoPro Grand Prix of Sonoma              | Sonoma Raceway                          | Sonoma         | NBCSN |

Félkövérrel a Fuzzy's Ultra Premium Vodka Triple Crown-versenyek szerepelnek.

## Eredmények
| #  | Verseny           | Pole-pozíció       | Leggyorsabb kör    | Legtöbb élen töltött kör   | Győztes            | Győztes                        | Győztes   | Összefoglaló |
| #  | Verseny           | Pole-pozíció       | Leggyorsabb kör    | Legtöbb élen töltött kör   | Versenyző          | Csapat                         | Gyártó    | Összefoglaló |
| -- | ----------------- | ------------------ | ------------------ | -------------------------- | ------------------ | ------------------------------ | --------- | ------------ |
| 1  | St. Petersburg    | Will Power         | Hélio Castroneves  | Will Power                 | Juan Pablo Montoya | Team Penske                    | Chevrolet | Összefoglaló |
| 2  | New Orleans       | Juan Pablo Montoya | Scott Dixon        | Juan Pablo Montoya         | James Hinchcliffe  | Schmidt Peterson Motorsports   | Honda     | Összefoglaló |
| 3  | Long Beach        | Hélio Castroneves  | Stefano Coletti    | Scott Dixon                | Scott Dixon        | Chip Ganassi Racing            | Chevrolet | Összefoglaló |
| 4  | Birmingham        | Hélio Castroneves  | Ryan Hunter-Reay   | Josef Newgarden            | Josef Newgarden    | CFH Racing                     | Chevrolet | Összefoglaló |
| 5  | Indianapolis GP   | Will Power         | James Hinchcliffe  | Will Power                 | Will Power         | Team Penske                    | Chevrolet | Összefoglaló |
| 6  | Indianapolisi 500 | Scott Dixon        | Charlie Kimball    | Scott Dixon                | Juan Pablo Montoya | Team Penske                    | Chevrolet | Összefoglaló |
| 7  | Detroit 1         | Will Power         | Jack Hawksworth    | Marco Andretti             | Carlos Muñoz       | Andretti Autosport             | Honda     | Összefoglaló |
| 8  | Detroit 2         | Juan Pablo Montoya | Sébastien Bourdais | Juan Pablo Montoya         | Sébastien Bourdais | KV Racing Technology           | Chevrolet | Összefoglaló |
| 9  | Texas             | Will Power         | Will Power         | Scott Dixon                | Scott Dixon        | Chip Ganassi Racing            | Chevrolet | Összefoglaló |
| 10 | Toronto           | Will Power         | Hélio Castroneves  | Will Power Josef Newgarden | Josef Newgarden    | CFH Racing                     | Chevrolet | Összefoglaló |
| 11 | Fontana           | Simon Pagenaud     | Szató Takuma       | Will Power                 | Graham Rahal       | Rahal Letterman Lanigan Racing | Honda     | Összefoglaló |
| 12 | Milwaukee         | Josef Newgarden    | Hélio Castroneves  | Sébastien Bourdais         | Sébastien Bourdais | KV Racing Technology           | Chevrolet | Összefoglaló |
| 13 | Iowa              | Hélio Castroneves  | Scott Dixon        | Josef Newgarden            | Ryan Hunter-Reay   | Andretti Autosport             | Honda     | Összefoglaló |
| 14 | Mid-Ohio          | Scott Dixon        | Will Power         | Graham Rahal               | Graham Rahal       | Rahal Letterman Lanigan Racing | Honda     | Összefoglaló |
| 15 | Pocono            | Hélio Castroneves  | Juan Pablo Montoya | Josef Newgarden            | Ryan Hunter-Reay   | Andretti Autosport             | Honda     | Összefoglaló |
| 16 | Sonoma            | Will Power         | Hélio Castroneves  | Scott Dixon                | Scott Dixon        | Chip Ganassi Racing            | Chevrolet | Összefoglaló |

## A bajnokság végeredménye

### Versenyzők
| Poz. | Versenyző             | STP | NOL | LBH | ALA | IGP | INDY | DET | DET  | TEX | TOR | FON | MIL | IOW | MDO | POC | SNM | Pont |
| ---- | --------------------- | --- | --- | --- | --- | --- | ---- | --- | ---- | --- | --- | --- | --- | --- | --- | --- | --- | ---- |
| 1    | Scott Dixon           | 15  | 11  | 1*  | 3   | 10  | 4*   | 5   | 20   | 1*  | 8   | 6   | 7   | 18  | 4   | 9   | 1*  | 556  |
| 2    | Juan Pablo Montoya    | 1   | 5*1 | 3   | 14  | 3   | 1    | 10  | 10*1 | 4   | 7   | 4   | 4   | 24  | 11  | 3   | 6   | 556  |
| 3    | Will Power            | 2*  | 7   | 20  | 4   | 1*  | 2    | 4   | 18   | 13  | 4*  | 19* | 22  | 10  | 14  | 4   | 7   | 493  |
| 4    | Graham Rahal          | 11  | 8   | 11  | 2   | 2   | 5    | 23  | 3    | 15  | 9   | 1   | 3   | 4   | 1*  | 20  | 18  | 490  |
| 5    | Hélio Castroneves     | 4   | 2   | 2   | 15  | 6   | 7    | 6   | 19   | 3   | 3   | 23  | 2   | 11  | 15  | 16  | 15  | 453  |
| 6    | Ryan Hunter-Reay      | 7   | 19  | 13  | 5   | 11  | 15   | 13  | 8    | 18  | 19  | 16  | 13  | 1   | 7   | 1   | 2   | 435  |
| 7    | Josef Newgarden       | 12  | 9   | 7   | 1*  | 20  | 9    | 8   | 21   | 21  | 1*  | 21  | 5   | 2*  | 13  | 2*  | 21  | 431  |
| 8    | Tony Kanaan           | 3   | 6   | 5   | 13  | 7   | 26   | 20  | 13   | 2   | 6   | 2   | 6   | 21  | 5   | 19  | 4   | 431  |
| 9    | Marco Andretti        | 10  | 13  | 8   | 10  | 16  | 6    | 2*  | 5    | 5   | 13  | 3   | 8   | 7   | 10  | 18  | 11  | 428  |
| 10   | Sébastien Bourdais    | 6   | 21  | 6   | 8   | 4   | 11   | 14  | 1    | 14  | 5   | 14  | 1*  | 9   | 17  | 23  | 20  | 406  |
| 11   | Simon Pagenaud        | 5   | 20  | 4   | 9   | 25  | 10   | 3   | 14   | 11  | 11  | 9   | 9   | 14  | 3   | 7   | 16  | 384  |
| 12   | Charlie Kimball       | 21  | 14  | 15  | 12  | 5   | 3    | 22  | 11   | 7   | 20  | 8   | 12  | 22  | 23  | 12  | 3   | 371  |
| 13   | Carlos Muñoz          | 14  | 12  | 9   | 6   | 13  | 20   | 1   | 23   | 6   | 22  | 12  | 15  | 5   | 9   | 5   | 22  | 349  |
| 14   | Szató Takuma          | 13  | 22  | 18  | 17  | 9   | 13   | 11  | 2    | 16  | 10  | 18  | 14  | 19  | 24  | 6   | 8   | 323  |
| 15   | Gabby Chaves (ÉÚ)     | 17  | 15  | 16  | 16  | 15  | 16   | 18  | 9    | 10  | 15  | 20  | 11  | 16  | 12  | 11  | 14  | 281  |
| 16   | James Jakes           | 22  | 3   | 19  | 22  | 18  | 18   | 12  | 15   | 9   | 21  | 7   | 23  | 15  | 16  | 10  | 25  | 257  |
| 17   | Jack Hawksworth       | 8   | 24  | 14  | 21  | 23  | 24   | 7   | 7    | 23  | 14  | 10  | 17  | 13  | 8   | 22  | 19  | 256  |
| 18   | Ryan Briscoe          |     |     |     |     |     | 12   |     |      | 8   |     | 15  | 21  | 8   | 18  | 8   | 5   | 205  |
| 19   | Stefano Coletti (Ú)   | 20  | 17  | 23  | 19  | 8   | 25   | 15  | 16   | 19  | 23  | 11  | 20  | 20  | 19  | 24  | 17  | 203  |
| 20   | Sage Karam (Ú)        | 19  | 18  |     | 18  |     | 32   | 16  | 12   | 12  |     | 5   | 19  | 3   | 22  | 14  |     | 197  |
| 21   | Luca Filippi          | 9   | 10  | 22  | 11  | 14  |      | 9   | 17   |     | 2   |     |     |     | 21  |     | 24  | 182  |
| 22   | Tristan Vautier       |     |     |     |     |     | 28   | 17  | 4    | 20  | 17  | 17  | 16  | 12  | 6   | 21  | 23  | 175  |
| 23   | James Hinchcliffe     | 16  | 1   | 12  | 7   | 12  | Wth  |     |      |     |     |     |     |     |     |     |     | 129  |
| 24   | Justin Wilson         |     |     |     |     | 24  | 21   |     |      |     |     |     | 18  | 17  | 2   | 15† |     | 108  |
| 25   | Sebastián Saavedra    |     |     | 10  |     | 17  | 23   |     |      |     | 16  |     |     |     |     |     | 13  | 95   |
| 26   | Rodolfo González (Ú)  |     |     |     | 20  |     |      | 21  | 22   |     | 18  |     |     |     | 20  |     | 9   | 94   |
| 27   | Ed Carpenter          |     |     |     |     |     | 30   |     |      | 22  |     | 22  | 10  | 6   |     | 17  |     | 88   |
| 28   | Conor Daly (Ú)        |     |     | 17  |     |     | 33   | 19  | 6    |     | 12  |     |     |     |     |     |     | 81   |
| 29   | Pippa Mann            |     |     |     |     |     | 22   |     |      | 17  |     | 13  | 24  | 23  |     | 13  |     | 76   |
| 30   | Simona de Silvestro   | 18  | 4   |     |     |     | 19   |     |      |     |     |     |     |     |     |     |     | 66   |
| 31   | J.R. Hildebrand       |     |     |     |     | 21  | 8    |     |      |     |     |     |     |     |     |     |     | 57   |
| 32   | Oriol Servià          |     |     |     |     |     | 29   |     |      |     |     |     |     |     |     |     | 12  | 46   |
| 33   | Mihail Aljosin        |     |     |     |     |     |      |     |      |     |     |     |     |     |     |     | 10  | 40   |
| 34   | Francesco Dracone (Ú) | 23  | 23  | 21  | 23  | 22  |      |     |      |     |     |     |     |     |     |     |     | 38   |
| 35   | Townsend Bell         |     |     |     |     |     | 14   |     |      |     |     |     |     |     |     |     |     | 32   |
| 36   | Carlos Huertas        | 24  | 16  |     |     | 19  | Wth  |     |      |     |     |     |     |     |     |     |     | 31   |
| 37   | Alex Tagliani         |     |     |     |     |     | 17   |     |      |     |     |     |     |     |     |     |     | 27   |
| 38   | James Davison         |     |     |     |     |     | 27   |     |      |     |     |     |     |     |     |     |     | 10   |
| 39   | Bryan Clauson (Ú)     |     |     |     |     |     | 31   |     |      |     |     |     |     |     |     |     |     | 10   |
| —    | Buddy Lazier          |     |     |     |     |     | DNQ  |     |      |     |     |     |     |     |     |     |     | 0    |
| —    | Rocky Moran Jr. (Ú)   |     |     | Wth |     |     |      |     |      |     |     |     |     |     |     |     |     | 0    |
| Poz. | Versenyző             | STP | NOL | LBH | ALA | IGP | INDY | DET | DET  | TEX | TOR | FON | MIL | IOW | MDO | POC | SNM | Pont |

| Szín       | Eredmény              |
| ---------- | --------------------- |
| arany      | győztes               |
| ezüst      | második               |
| bronz      | harmadik              |
| zöld       | negyedik ötödik       |
| világoskék | 6–10. hely között     |
| sötétkék   | top 10-en kívül       |
| lila       | nem ért célba         |
| piros      | nem kvalifikált (DNQ) |
| barna      | visszalépett (Wth)    |
| fekete     | kizárva (DSQ)         |
| Fehér      | Nem indult (DNS)      |
| Fehér      | Verseny törölve (C)   |
| Üres       | Nem vett részt        |

| Jelmagyarázat |                                        |
| Félkövér      | Pole-pozíció (1 pont, kivéve Indy 500) |
| Dőlt          | Leggyorsabb kör                        |
| *             | Legtöbb élen töltött kör (2 pont)      |
| DNS           | Nem indult                             |
| 1             | Időmérő törölve nem járt bónuszpont    |
| ÉÚ            | Az év újonca                           |
| Ú             | Újonc                                  |
| †             | Halálos baleset                        |

A pontozás a következőképpen alakult:
| Pozíció                  | 1   | 2  | 3  | 4  | 5  | 6  | 7  | 8  | 9  | 10 | 11 | 12 | 13 | 14 | 15 | 16 | 17 | 18 | 19 | 20 | 21 | 22 | 23 | 24 | 25 | 26 | 27 | 28 | 29 | 30 | 31 | 32 | 33 |
| ------------------------ | --- | -- | -- | -- | -- | -- | -- | -- | -- | -- | -- | -- | -- | -- | -- | -- | -- | -- | -- | -- | -- | -- | -- | -- | -- | -- | -- | -- | -- | -- | -- | -- | -- |
| Sztenderd versenyek      | 50  | 40 | 35 | 32 | 30 | 28 | 26 | 24 | 22 | 20 | 19 | 18 | 17 | 16 | 15 | 14 | 13 | 12 | 11 | 10 | 9  | 8  | 7  | 6  | 5  | 5  | 5  | 5  | 5  | 5  | 5  | 5  | 5  |
| Indy 500 és a szezonzáró | 100 | 80 | 70 | 64 | 60 | 56 | 52 | 48 | 44 | 40 | 38 | 36 | 34 | 32 | 30 | 28 | 26 | 24 | 22 | 20 | 18 | 16 | 14 | 12 | 10 | 10 | 10 | 10 | 10 | 10 | 10 | 10 | 10 |

- Egy pont járt mindenkinek, aki legalább egy körön át vezetett bármely verseny során, kettő annak, aki a legtöbb kört töltötte az élen.
- Az Indy 500-on kívül minden pole-pozíciós egy ponttal gazdagodott.
- A gyártó által kezdeményezett motorváltoztatások tíz pont levonással jártak.
- Pontegyenlőség esetén a legtöbb első (második, harmadik, negyedik stb.) helyezés döntött.
- James Hinchcliffe balesete és az ezt követő szabályváltoztatások miatt az Indy 500 kvalifikációjáért nem járt pont.[43]

### Gyártók
| Poz. | Gyártó    | STP  | NOL   | LBH  | ALA  | IGP  | INDY | DET  | DET  | TEX  | TOR  | FON  | MIL  | IOW  | MDO  | POC  | SNM  |     | Bónusz | Büntetés | Pont |
| ---- | --------- | ---- | ----- | ---- | ---- | ---- | ---- | ---- | ---- | ---- | ---- | ---- | ---- | ---- | ---- | ---- | ---- | --- | ------ | -------- | ---- |
| 1    | Chevrolet | 1    | 2     | 1    | 1    | 1    | 1    | 3    | 1    | 1    | 1    | 2    | 1    | 2    | 3    | 2    | 1    | 80  | 480    | 1645     |      |
| 1    | Chevrolet | 2    | 5     | 2    | 3    | 3    | 2    | 4    | 10   | 2    | 2    | 4    | 2    | 3    | 4    | 3    | 3    | 80  | 480    | 1645     |      |
| 1    | Chevrolet | 3    | 6     | 3    | 4    | 4    | 3    | 5    | 11   | 3    | 3    | 5    | 4    | 6    | 5    | 4    | 4    | 80  | 480    | 1645     |      |
| 1    | Chevrolet | 128* | 100*1 | 128* | 120* | 120* | 252* | 98   | 91*1 | 128* | 128* | 105* | 125* | 106* | 98   | 110* | 237* | 80  | 480    | 1645     |      |
| 2    | Honda     | 7    | 1     | 8    | 2    | 2    | 5    | 1    | 2    | 5    | 9    | 1    | 3    | 1    | 1    | 1    | 2    | 120 | 560    | 1179     |      |
| 2    | Honda     | 8    | 3     | 9    | 5    | 9    | 6    | 2    | 3    | 6    | 10   | 3    | 8    | 4    | 2    | 5    | 5    | 120 | 560    | 1179     |      |
| 2    | Honda     | 10   | 4     | 11   | 6    | 11   | 12   | 7    | 4    | 8    | 12   | 7    | 11   | 5    | 6    | 6    | 8    | 120 | 560    | 1179     |      |
| 2    | Honda     | 70   | 117   | 65   | 98   | 81   | 152  | 118* | 107  | 82   | 60   | 111  | 78   | 112  | 120* | 108  | 188  | 120 | 560    | 1179     |      |